# Ellen Auensen
Ellen Auensen (nacida el 28 de junio de 1944) es una ilustradora noruega.

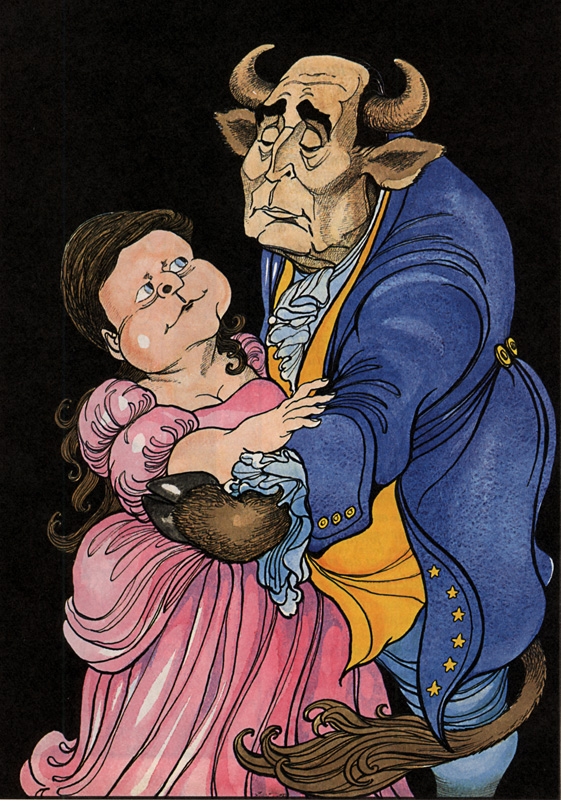
"¿La Bella y la Bestia?", caricatura de Ellen Auensen de la primera ministra noruega Gro Harlem Brundtland y el presidente francés François Mitterrand dibujada para un folleto de propaganda publicado por el Movimiento Europeo en relación con la Folkerøystinga sobre la UE de 1994. De los Archivos Nacionales.

Nació en Oslo. Finalizó su educación secundaria en la Escuela Catedral de Oslo en 1963, y se graduó en la Academia Nacional Noruega de Artes y Artesanías en 1968. Ese mismo año fue contratada como ilustradora y caricaturista política en el periódico Morgenbladet.
Fue galardonada con el Premio Narvesen en 1973. Fue la única mujer ilustradora en ganar este premio; dos hombres, Gösta Hammarlund y Henry Imsland, lo ganaron en la década de 1950. Algunas de sus caricaturas políticas fueron publicadas como libros con textos de Knut Bøckman: Ellen 72: Se Norges blomsterdal (1972), Ellen 73: Mot den evige sne (1973) y Ellen 75: I hine hårde dage (1975).
De 1978 a 1990 vivió en Suecia y trabajó para Sveriges Radio y casas editoriales suecas. Después de regresar a Noruega, principalmente ilustró portadas de libros.

## Libros ilustrados
- P. Chr. Asbjørnsen, Una Nochebuena tradicional, Minerva 1968.
- Aslaksrud, Lars. Top ten: inglés para el décimo grado. Aschehoug.
- El libro de lectura en voz alta: cuentos y poemas. Aschehoug.
- Ramm, Fredrik (1855-1932). Memorias de un médico: de los apuntes del Dr. Fredrik Ramm. Minerva.
- Per Øyvind Heradstveit. "Un minuto antes de la emisión": reflexiones y dudas sobre la televisión. Aschehoug.
- Tonadas populares noruegas: 12 tonadas noruegas seleccionadas arregladas para guitarra solo y para canto con acompañamiento de guitarra. *Norsk Musikforlag.
- Canciones humanas. Gyldendal. ISBN 8205054258.
- Christian Bernt Apenes. Ciudadanos y ganado: bromas y cuentos de la antigua ciudad fortaleza. Cappelen. ISBN 8202029082.
- Kåre Siem. El libro de Kåre nam-nam: (minilibro de cocina primitiva para absolutos principiantes, torpes y patosos). Cappelen. ISBN 8202031036.
- Lars Roar Langslet. Desde la banda. Cappelen. ISBN 8202030765.
- Rolf Falkenberg Smith. Días felices de gira: 25 años con el Teatro Nacional. Aschehoug. ISBN 8203063977.
- Larssen, Josef G. (1918-2014). Serán otras bolas y otras canciones. Gyldendal. ISBN 8205084912.
- Olav Nordrå. Eco de una flauta. Gyldendal. ISBN 8205084653.
- Christian Bernt Apenes. Con vista desde la caja de pensiones. Cappelen. ISBN 8202033365.
- Ivar Medaas. Aquí viene el vapor: y otras canciones. Noregs boklag. ISBN 8252201385.
- Holtvedt, Reidar. Montaña de cuervos y bosque de alces. Gyldendal. ISBN 8205119007.
- Frantz Saksvik. Increíblemente suficiente: aventuras burocráticas para pequeños y grandes. Cappelen. ISBN 8202094860.
- Mentz Schulerud. Las manzanas de Idun. Livsforsikringsselskapet Idun. ISBN 8299085918.
- Cuentos divertidos noruegos. Cappelen. ISBN 8202097983.
- Torolf Elster. El camino que caminé: memorias sinceras. Aschehoug. ISBN 8203113729.
- El ser humano en el centro: libro conmemorativo para el 70 cumpleaños de Helge Seip. TANO. ISBN 8251826365.
- Bjørn Rønningen. El mago Oskar Oskario. Mortensen. ISBN 8252710158.
- Kjell Arild Pollestad. La comida es la mitad de la comida: un viaje gastronómico con degustaciones. Cappelen. ISBN 8202132851.
- Kjell Arild Pollestad. Píldoras de humor: epístolas alegres seleccionadas. Cappelen. ISBN 8202130433.
- Vino de artista. Stenersen. ISBN 8272011808.
- Kjell Arild Pollestad. Padre Hilarion. Cappelen. ISBN 8202130883.
- Bjørg Jønsson. Detrás de la máscara: seis retratos políticos. Gyldendal. ISBN 8205219273.
- Kjell Arild Pollestad. La comida es la mitad de la comida: un viaje gastronómico con degustaciones. Cappelen. ISBN 8202158672.
- Blancanieves y la Bella Durmiente. Faktum. ISBN 8254002460.
- Jo Tenfjord. Desde el mundo de los libros. Faktum. ISBN 8254002525.
- Odd Eidem. El pájaro que nunca cantó. Fortuna forl. ISBN 8276680380.